# Лутц (прыжок)

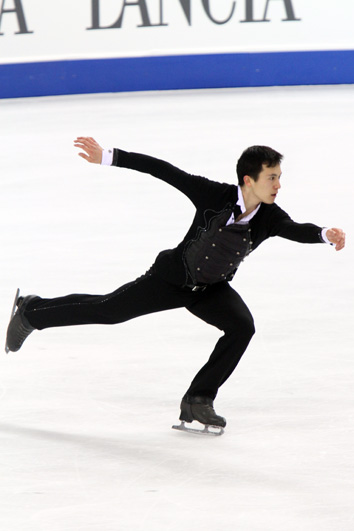
Фигурист едет наизготовку.
Патрик Чан, ЧМ-2010

Лутц (Луц) — прыжок в фигурном катании. Является зубцовым прыжком. Названный в честь австрийского фигуриста Алоиза Луца, впервые исполнившего его в 1913 году. В зависимости от количества вращений в воздухе различают одинарный, двойной, тройной и четверной лутц. Лутц является вторым по сложности после акселя.
По новой системе судейства одинарный лутц оценивается в 0,6 балла, двойной — 2,1, тройной — 5,9, а четверной — 11,5.

## Техника исполнения
«Левый» фигурист будет исполнять лутц так.
1. Заход. Обычно с подсечки назад-вправо.
2. Изготовка. Длинная дуга назад на наружном ребре левого конька, туловище развёрнуто наружу (вправо).
3. Прыжок. Фигурист приседает на левой ноге, упирается правым зубцом в лёд и исполняет прыжок. Раскручивается спортсмен в первую очередь за счёт замаха туловищем и руками.
4. Вращение против часовой стрелки.
5. Приземление на правую ногу, на ход назад-наружу.

Лутц — прыжок с противовращательным заходом (траектория фигуриста похожа на букву S). Из всех подобных прыжков (валлей, внутренний аксель и т. д.) только лутц стал стандартным — из-за эффективного замаха, позволяющего исполнить три оборота.
Типичная ошибка при выполнении лутца — перейти перед прыжком с внешнего ребра на внутреннее, и как результат, непреднамеренный флип, неофициально называемый «флутц» (flip + lutz).

## История
Мужчины стали выполнять двойной лутц в 1920-е годы, а на чемпионате мира 1962 канадец Дональд Джексон впервые исполнил тройной лутц, судьи поставили ему семь оценок 6,0 и он стал чемпионом мира. Вторым исполнителем тройного лутца стал фигурист из ГДР Ян Хоффман только в 1974, спустя 12 лет, и он также стал чемпионом мира. Первый тройной лутц в каскаде с другим тройным прыжком (тулупом) выполнил в 1984 Александр Фадеев. Тройной лутц в каскаде в короткой программе среди лучших одиночников выполнялся в конце 1970-х и до 1987, когда лидеры стали делать тройной аксель.
Женщины стали выполнять лутц в 1930-е годы. В 1942 году канадка Барбара Энн Скотт впервые выполнила двойной лутц. На чемпионате Европы в 1978 знаменитая швейцарка Дениз Бильманн впервые выполнила тройной лутц, первой среди женщин получив за технику оценку 6,0. Затем ей удалось повторить этот прыжок только на чемпионате мира 1981 года, где она стала чемпионкой. 14 марта 1982 года на Зимней Спартакиаде народов СССР чистый тройной лутц, первой среди советских одиночниц, сделала Марина Серова. На чемпионатах мира 1983 и 1984 годов тройной лутц смогла выполнить Кей Томсон из Канады. И только в 1988 на Олимпиаде его выполнили канадка Элизабет Мэнли и японка Мидори Ито. На чемпионате мира 1989 года француженка Сурия Бонали впервые выполнила тройной лутц в каскаде с другим тройным прыжком (тулупом). На финале Гран-При (2000) российская фигуристка Ирина Слуцкая впервые выполнила тройной лутц в каскаде с тройным риттбергером, за что получила оценку 6,0 за технику. Тройной лутц в каскаде в короткой программе среди лучших одиночниц выполнялся с начала 1990-х годов.
Первые попытки четверного лутца демонстрировали в начале 1990-х годов воспитанники тренера Валентина Николаева Василий Ерёменко и Евгений Плюта. В 1998 году в чемпионате США Майкл Вайс также мог покорить четверной лутц — видеоповтор засвидетельствовал приземление на две ноги. В том же году Вайс попробовал исполнить его на Олимпиаде-98, но упал. В 2001 году Евгений Плющенко упал на выезде. Первый признанный ИСУ четверной лутц исполнил 16 сентября 2011 года на секционном турнире в США Брэндон Мроз, а на международном соревновании под эгидой ИСУ Мроз исполнил этот прыжок 12 ноября 2011 года в короткой программе на турнире NHK Trophy 2011.
Среди женщин первой исполнительницей четверного лутца стала россиянка Александра Трусова. Первая попытка произошла на этапе юниорского Гран-при в Литве 7 сентября 2018 года, при этом элемент был исполнен с ошибкой. Месяцем позднее, 12 октября 2018 года, на этапе Гран-при в Ереване (Армения), также проходящем под эгидой Международного союза конькобежцев, Трусова исполнила этот элемент безошибочно. Это достижение было внесено в Книгу рекордов Гиннесса. Помимо Трусовой, из женщин четверной лутц на международных соревнованиях исполнили Анна Щербакова (2019), Алиса Лю (2019), Софья Самоделкина (2021).